# Vixen
Vixen (Engels voor moervos, feeks) is een Amerikaanse glam metalband die zijn hoogtijdagen kende in de jaren 80 en 90 van de twintigste eeuw. Zoals de naam al doet vermoeden bestond de band uit uitsluitend vrouwen, iets wat destijds haast niet mogelijk was in een muziekgenre gedomineerd door mannen.

## Biografie
Vixen werd in 1980 opgericht in de staat Minnesota van de Verenigde Staten.
Eind jaren 80 verhuisden enkele bandleden naar Los Angeles waar Vixen opnieuw werd opgericht.
Na diverse muzikanten te hebben afgewezen bestond de line-up uiteindelijk uit: Janet Gardner (zang), Jan Kuehnemund (gitaar), Share Pedersen (basgitaar) en Roxy Petrucci (drums).
De band werd in 1988 internationaal bekend toen hun eerste album Vixen platina werd.
Met nummers als Edge of a Broken Heart en Cryin' scoorde Vixen goed bij het grote publiek.
Vixen werd nog bekender toen ze in 1992 mochten openen voor de bekende hardrockband Scorpions, waarbij zo'n 66.000 mensen aanwezig waren.
Na dit succes kwam een tweede album Rev It Up; helaas sloeg dit album niet zo aan en begonnen er spanningen te ontstaan tussen de bandleden.

## Het einde
Terwijl Janet andermans teksten ging gebruiken, waren er ook plannen om een tweede gitarist aan te nemen.
Omdat dit volgens de andere bandleden beter paste bij het beeld van de ideale 'rockband' van die tijd.
Toen de huidige gitariste Jan Kuehnemund hier van hoorde, was het einde van Vixen nabij.
In 1998 begon het drama opnieuw, toen drummer Roxy Petrucci en zangeres Janet Gardner samen met een groep studiomuzikanten het album Tangerine uitbrachten onder de bandnaam Vixen.
Jan Kuehnemund klaagde vervolgens beide ex-bandleden aan voor het gebruiken van de naam, zonder dat zij daarvoor toestemming hadden gevraagd aan haar en Share.
Jaren werd er niets meer van Vixen vernomen tot ze verschenen in een show van de televisiezender VH1 genaamd: VH1: Bands reunited.
Tijdens dit programma werden alle originele bandleden van Vixen bij elkaar gebracht voor een eenmalig optreden.
Dit optreden vond plaats in Hollywood maar er volgde geen andere concert meer, aangezien bassist Share samen met haar man een nieuwe band had opgericht genaamd Bubble en zangeres Janet inmiddels een opleiding volgde voor mondhygiëniste.

## Een nieuw begin
In 2001 ging Vixen opnieuw toeren onder leiding van Jan Kuehnemund. Onder anderen Bon Jovi en de zanger van Motley Crue, Vince Neil werkten hier aan mee. De line-up werd tijdens de tour een aantal keer veranderd, maar uiteindelijk kwam Vixen na de tour terug met een nieuw album Live and Learn en ook kwam de dvd Live In Sweden uit. De line-up sinds 2001 die anno 2010 nog steeds hetzelfde is bestaat uit: Jenna Sanz-Agero (zang), Jan Kuehnemund (gitaar), Lynn Louise Lowrey (basgitaar) en Kat Kraft (drums). Ook spelen er geregeld gastmuzikanten mee tijdens hun optredens om bijvoorbeeld keyboard en pianostukken te spelen. Eind 2013 vonden JanetShareRoxyGina, kortweg JSRG, zichzelf opnieuw uit als Vixen om de stervende wens van Jan Kuehnemund te eren. In maart 2017 werd Gina Stile vervangen door lead-gitarist Britt Denaro, beter bekend als Britt Lightning, en in januari 2019 verliet Janet Gardner de band. Ze werd uiteindelijk opgevolgd door Lorraine Lewis van Femme Fatale, een andere all-female band van zijn heroprichting in 2013 tot het opnieuw verschijnen in 2019 die in de jaren tachtig een tijdgenoot van Vixen was.

## Overleden
In oktober 2013 is Jan Kuehnemund op 59-jarige leeftijd overleden.

## Albums
- Vixen (1988)
- Rev It Up (1990)
- Tangerine (1998)
- Live & Learn (2006)